# Virginopauropus asperrimus
Virginopauropus asperrimus är en mångfotingart som beskrevs av Ulf Scheller 1990. Virginopauropus asperrimus ingår i släktet Virginopauropus och familjen Hansenauropodidae. Inga underarter finns listade i Catalogue of Life.